# Некелька
Некелька (пол. Nekielka) — село в Польщі, у гміні Некля Вжесінського повіту Великопольського воєводства.
Населення — 315 осіб (2011).
У 1975-1998 роках село належало до Познанського воєводства.

## Демографія
Демографічна структура станом на 31 березня 2011 року:
|          | Загалом | Допрацездатний вік | Працездатний вік | Постпрацездатний вік |
| -------- | ------- | ------------------ | ---------------- | -------------------- |
| Чоловіки | 160     | 37                 | 112              | 11                   |
| Жінки    | 155     | 27                 | 108              | 20                   |
| Разом    | 315     | 64                 | 220              | 31                   |